# Robert Sénéchal

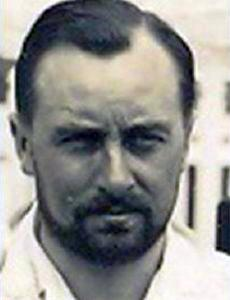
Robert Sénéchal 1925

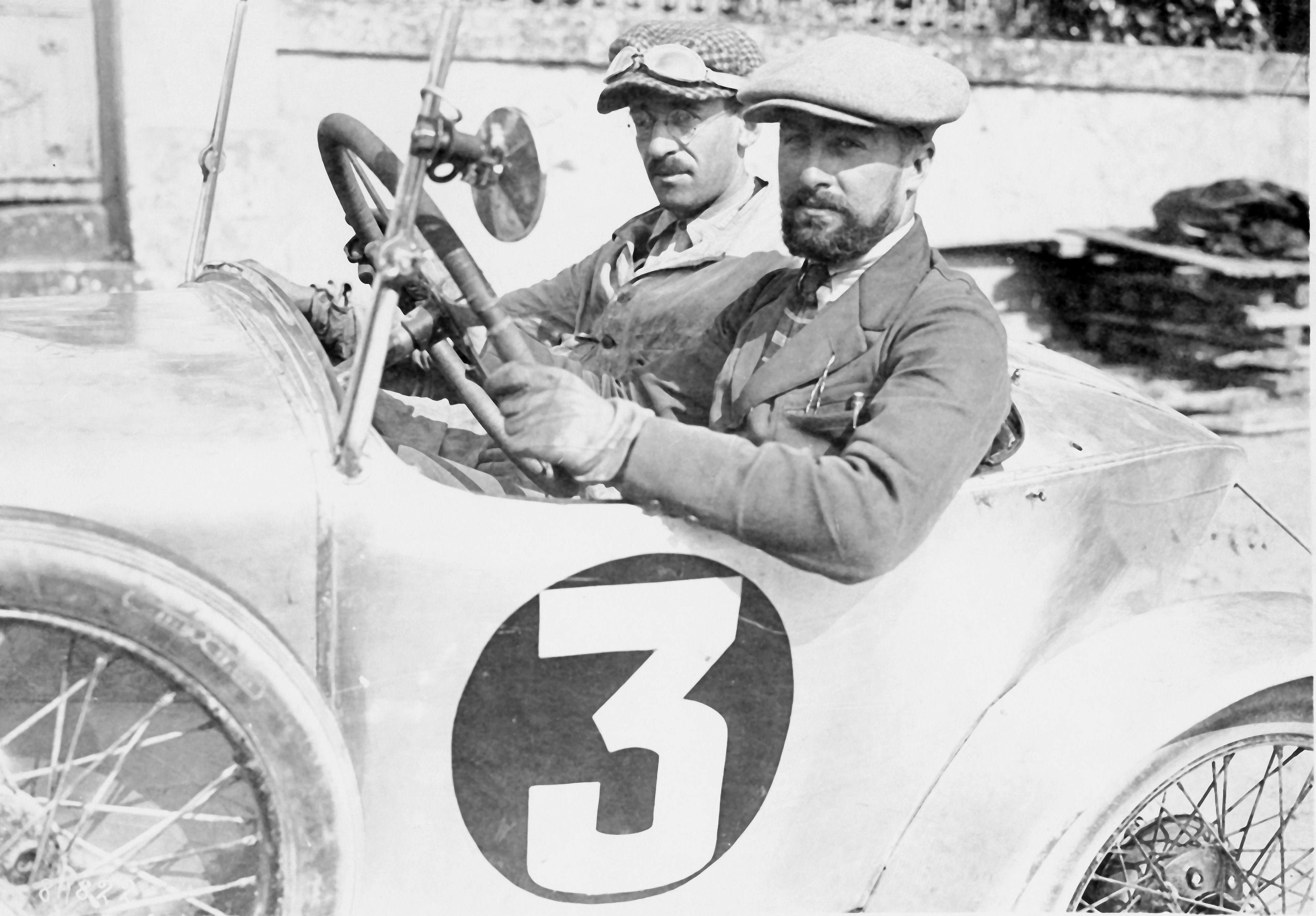
Robert Sénéchal mit seinem Mechaniker bei der Tour de France für Automobile 1922

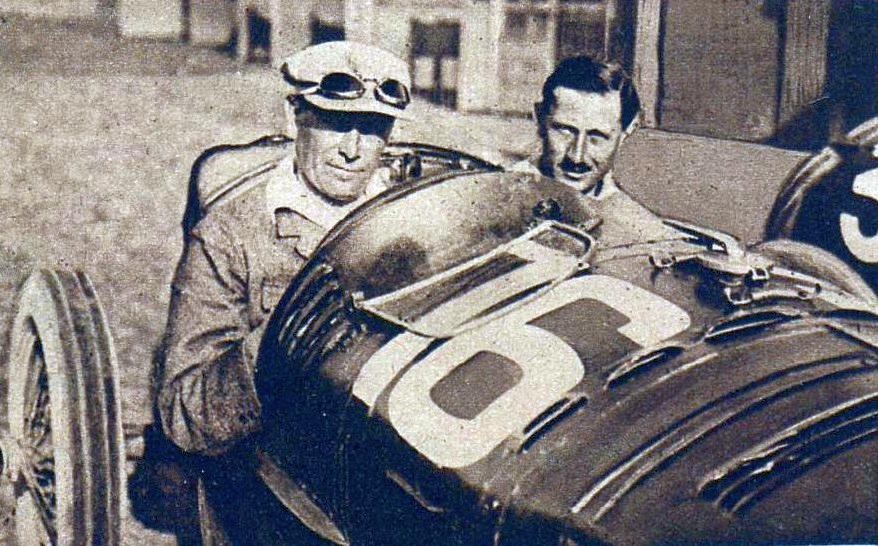
Mit Louis Wagner (links) nach dem Sieg beim Großen Preis von Großbritannien 1926

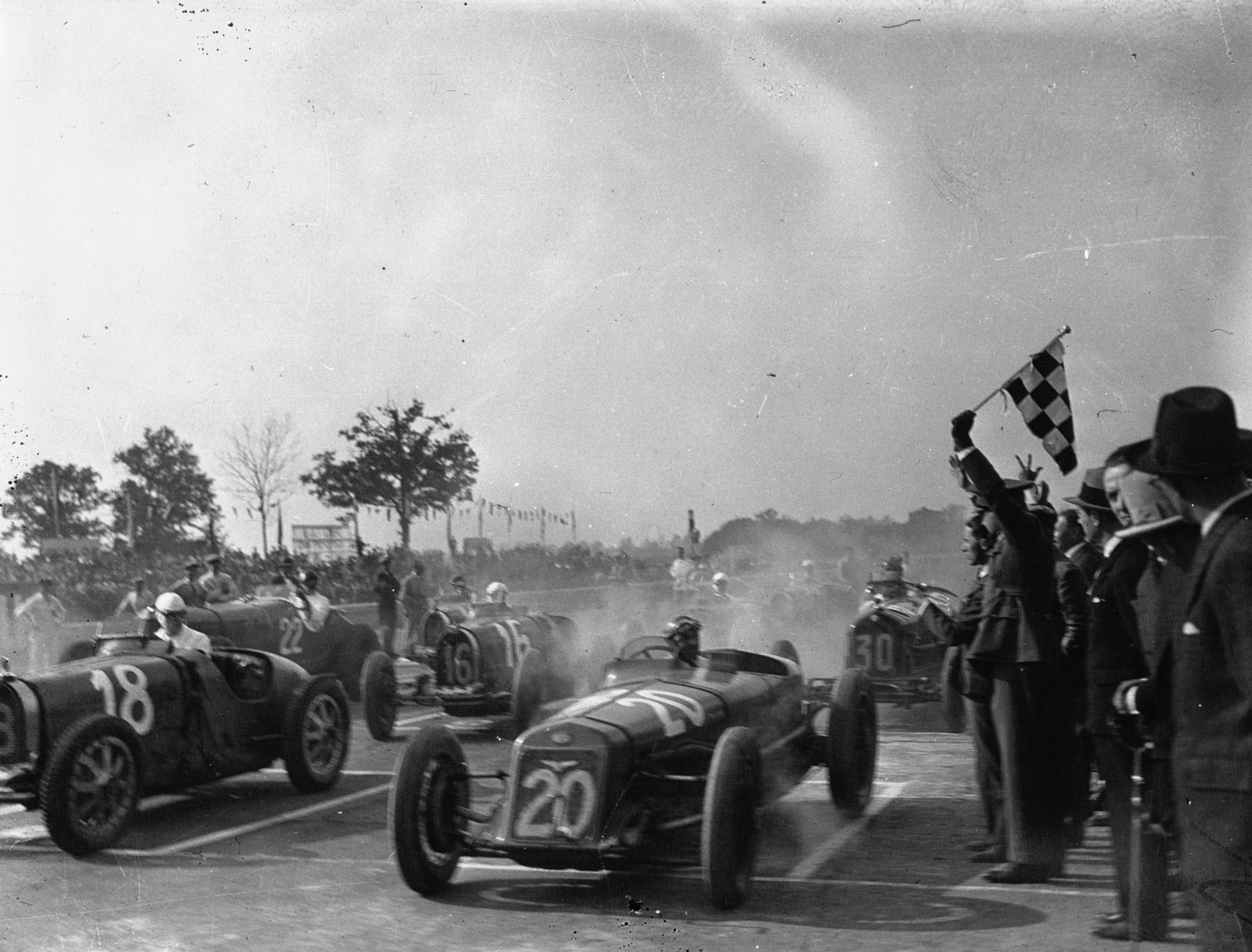
Robert Sénéchal im Delage Type 15 S 8 (Startnummer 20) beim Start zum Großen Preis von Italien 1931

Robert Marie Georges Sénéchal (* 5. Mai 1892 in Rocquencourt; † 30. Juli 1985 in Sanary-sur-Mer) war ein französischer Unternehmer und Autorennfahrer.

## Unternehmer
Robert Sénéchal war ein Automobilpionier. Er war einer der Gründer von Lebeau-Cordier, eines in Courbevoie ansässigen Herstellers von Cyclecars. Zwischen 1920 und 1923 wurden unter dem Namen Éclair Cyclecars mit Zweizylindermotoren von Anzani Moteurs d’Aviation produziert. 1921 schied er bei Lebeau-Cordier aus, um mit dem Unternehmen Sénéchal eigene Wege zu gehen. Bei Sénéchal wurden kleine offene Zweisitzer mit Motoren von Ruby gebaut. Nach der Übernahme des Unternehmens durch Chenard & Walcker 1925 erfolgte die Umbenennung in Société Industrielle et Commerciale. 1929 wurde die Produktion eingestellt.

## Karriere als Rennfahrer
Die Rennfahrerkarriere begann durch einen Zufall. Da der Werksfahrer von Chenard & Walcker André Lagache vor einem Bergrennen erkrankte, sprang der völlig unerfahrene Robert Sénéchal ein und gewann gleich sein erstes Autorennen. Bei den folgenden 55 Einsätzen siegte er 50 Mal. 

### Sportwagenrennen
In den 1920er-Jahren bestritt er Sportwagenrennen, entweder mit einem Sénéchal-Eigenbau oder als Werksfahrer bei Chenard & Walcker. Zweimal, 1924 und 1926 gewann er den Bol d’Or. Sein bedeutendster Erfolg war der Gesamtsieg beim 24-Stunden-Rennen von Spa-Francorchamps 1927, als Partner von Nicolas Caerels auf einem Excelsior.
Zweimal startete er beim 24-Stunden-Rennen von Le Mans. Nach einem Ausfall 1924 erreichte er 1925 den 13. Gesamtrang.

### Monopostorennen
Ein weiterer Zufall machte ihn zum Grand-Prix-Fahrer. Sénéchal war bei einem Rahmenrennen zum Gran Premio de San Sebastián 1926 gemeldet. Delage-Werksfahrer Edmond Bourlier hatte bereits im Training große Probleme mit den Auspuff-Abgasen des Type 15 S 8. Wegen schlechter Dichtungen im Abgaskrümmer strömten Abgase direkt ins Cockpit und betäubten den Fahrer. Sénéchal wurde engagiert, um Bourlier im Rennen einige Male abzulösen. Mit einem Rückstand von sechs Minuten auf den Sieger Jules Goux im Bugatti T39A erreichte das Duo den zweiten Gesamtrang.
Die guten Rundenzeiten auf dem Circuito Lasarte sorgten für einen Werksvertrag bei Delage. Als Partner von Louis Wagner gewann er in Brooklands den ersten Großen Preis von Großbritannien der Motorsportgeschichte. Das Rennen zählte zur Grand-Prix-Saison 1926. Nach einem Rennunfall 1931 beendete er seine Fahrerkarriere.

## Nach der Rennkarriere
Sowohl im Ersten wie auch im Zweiten Weltkrieg kämpfte Robert Sénéchal als Flieger für die Aéronautique Militaire und die Armée de l’air. Nach dem Ende seiner Fahrerkarriere wurde er Luftbildfotograf und eröffnete nach dem Ende des Zweiten Weltkriegs ein Lebensmittelgeschäft in Saint-Ay. Robert Sénéchal, dessen Enkel der Journalist und Veranstalter der Rallye Dakar Patrick Zaniroli ist, starb im Alter von 93 Jahren in Südfrankreich. Er liegt auf dem Pariser Parkfriedhof Père-Lachaise begraben.

## Statistik

### Le-Mans-Ergebnisse
| Jahr | Team              | Fahrzeug                    | Teamkollege       | Platzierung | Ausfallgrund |
| ---- | ----------------- | --------------------------- | ----------------- | ----------- | ------------ |
| 1924 | Chenard & Walcker | Chenard-Walcker Type Y 9CV  | Raymond Glaszmann | Ausfall     | Motorschaden |
| 1925 | Chenard & Walcker | Chenard-Walcker Z1 Spéciale | Albéric Loqueheux | Rang 13     |              |

### 24-St-Spa-Ergebnisse
| Jahr | Team                              | Fahrzeug               | Teamkollege     | Platzierung | Ausfallgrund |
| ---- | --------------------------------- | ---------------------- | --------------- | ----------- | ------------ |
| 1925 | Sénéchal et Cie.                  | Sénéchal               |                 | Rang 12     |              |
| 1927 | Société des Automobiles Excelsior | Excelsior Adex C Sport | Nicolas Caerels | Gesamtsieg  |              |